# Notorious (film)
Notorious er en amerikansk dramafilm fra 2009 om rapperen Notorious B.I.G. (Christopher Wallace), spillet af Jamal Woolard. Filmen er instrueret af George Tillman, Jr.

## Medvirkende
- Jamal Woolard som Christopher Wallace / The Notorious B.I.G.
- Christopher Wallace Jr. som unge Christopher Wallace
- Angela Bassett som Voletta Wallace
- Derek Luke som Sean Combs / Puff Daddy
- Anthony Mackie som Tupac Shakur
- Marc John Jefferies som Lil' Cease
- Naturi Naughton som Lil' Kim
- Antonique Smith som Faith Evans
- Kevin Phillips som Mark Pitts
- Julia Pace Mitchell som Jan Jackson
- Dennis L.A. White som Damion 'D-Roc' Butler
- Edwin Freeman som Mister Cee
- Valence Thomas som DJ 50 Grand
- Sean Ringgold som Suge Knight
- Anwan Glover (cameo) som Snoop Dogg

## Eksterne henivnsinger
- Officielle hjemmeside Arkiveret 1. december 2011 hos  Wayback Machine
- Notorious på Internet Movie Database (engelsk)
- Notorious i Svensk Filmdatabas (svensk)
- Notorious på AlloCiné (fransk)
- Notorious på MovieMeter (nederlandsk)
- Notorious på AllMovie (engelsk)
- Notorious på Turner Classic Movies (engelsk)
- Notorious på The Movie Database (engelsk)
- Notorious på Rotten Tomatoes (engelsk)
- Notorious på Metacritic (engelsk)
- Notorious på Box Office Mojo (engelsk)

1. ↑  Navnet er anført på engelsk og stammer fra Wikidata hvor navnet endnu ikke findes på dansk.